# Amal Clooney
Amal Ramzi Clooney, tidigare Alamuddin (arabiska: أمل علم الدين), född 3 februari 1978 i Beirut, är en London-baserad brittisk-libanesisk advokat, aktivist och författare. Hon är specialiserad på internationell rätt, brottmål, mänskliga rättigheter och utlämning. Hennes klientel inkluderar Julian Assange, grundaren av WikiLeaks, och hans kamp mot utlämning. Hon har också representerat den tidigare premiärministern i Ukraina, Julia Tymosjenko.
Hon är sedan 29 september 2014 gift med George Clooney och tog då hans efternamn. Den 6 juni 2017 föddes parets tvillingar, en pojke och en flicka. I september 2021 utsåg Internationella brottmålsdomstolen (ICC) Amal Clooney till särskild rådgivare för den sudanesiska konflikten i Darfur.